# 短尾鹱

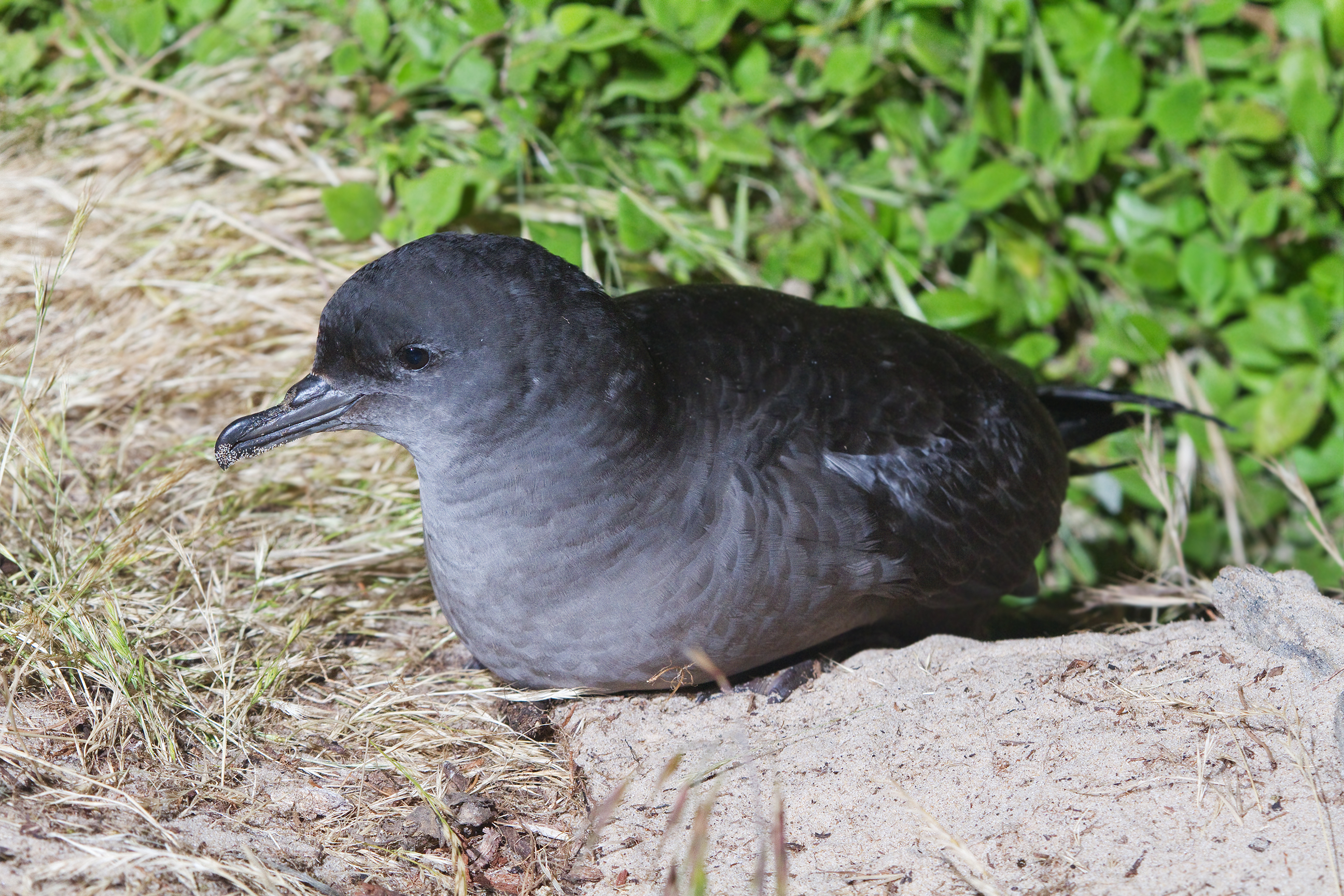
在布魯尼(Bruny Island)島巢穴附近的成鳥，這張照片是在夜間拍攝的

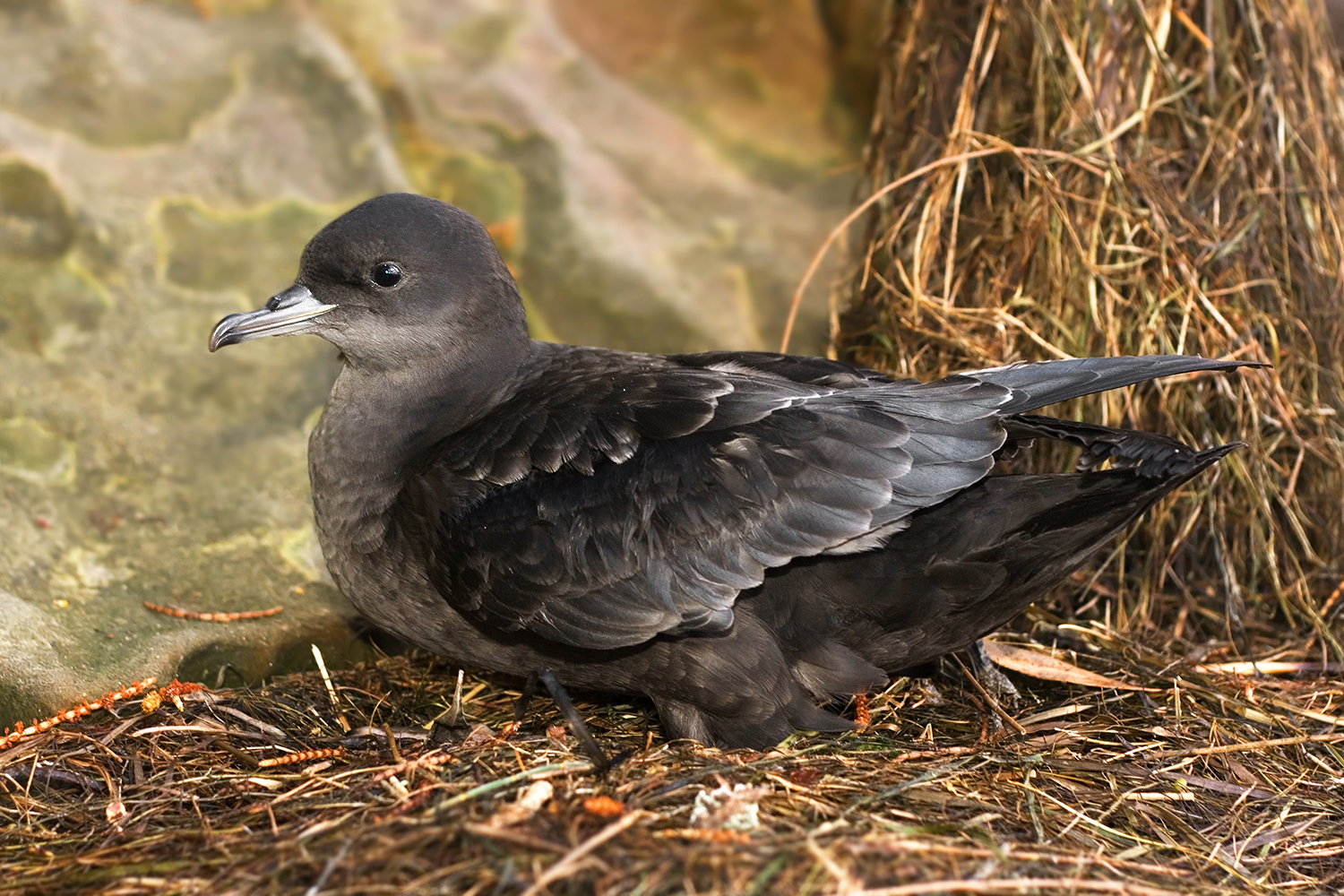
雛鳥, 奧斯汀渡口(Austins Ferry), 塔斯馬尼亞, 澳大利亞

短尾鹱（学名：Ardenna tenuirostris）为鹱科水薙鳥屬的鸟类，又名细嘴鹱、短尾水薙鸟是澳大利亞水域中數量最多的海鳥之一，也是少數幾種其雛鳥被商業採捕的澳洲本土鳥類。
這是一種遷徙海鳥，其栖息在开放的海洋及海岛环境中。分布于太平洋北自白令海南至澳大利亚东南部、台湾岛以及中国大陆的浙江、海南与广东间的海域等地，多栖息于沿岸的海域中、少见于远洋以及繁殖在海岛草地。主要在巴斯海峽和塔斯馬尼亞的小島上繁殖，並在北半球夏季遷徙到北半球。
该物种的模式产地在日本北部海域和韩国沿海。
食性为肉食性，主要食物来源是水生动物。

## 分類
這種鸌似乎與灰水薙鳥和巨鸌（A. gravis）有關，這些鸌也是短尾、黑喙的物種，但其確切關係尚不清楚（Austin, 1996; Austin et al. 2004）。這些都是體型較大的鸌，根據線粒體DNA的系統發生分析，已被歸類到一個單獨的屬中（Penhallurick & Wink, 2004）。

## 特征
短尾鹱体重约559克，翼长约262.2毫米，嘴峰长约37.2毫米，喙宽度约6.5毫米，喙厚度约7.5毫米，跗蹠长约49.3毫米，尾长约82.8毫米。

## 生態
親鳥雙方都會照顧雛鳥，一般餵養單隻雛鳥2-3天，然後離開長達三週尋找食物。這些覓食旅行可以覆蓋1,500公里（930英里）的距離，這意味著雛鳥可能會被獨自留下超過一週的時間。當雛鳥會飛時，它們的體重約為900克（2磅），可能比它們的父母還重。在塔斯馬尼亞，特別是在弗諾群島有採捕傳統的島嶼上，雛鳥在這時被採收，作為食物及取得油脂。世界上最大的群體（280萬對 - 約佔該物種的12%）似乎位於巴貝爾島。成鳥在開放海洋上覓食時會誤將塑料碎片當作食物，然後餵給雛鳥。這些攝入的塑料以及其他因素，可能導致雛鳥受污染毒害。
數千隻短尾水薙鳥的雛鳥在第一次從巢穴飛向開放海洋時，會被人造燈光吸引。這段時間，雛鳥容易因與人類基礎設施碰撞而受傷或死亡，一旦降落在地面，它們就容易遭受捕食或成為道路事故的受害者。

## 遷徙
每到南半球冬季，短尾水薙鳥會遷徙到阿留申群島和堪察加半島附近的海域。等到南半球春季，它們沿著加州海岸線南下，然後穿越太平洋返回澳大利亞。
2020年，一隻長途迷鳥在愛爾蘭被發現。這是該物種在西古北界的首次確認觀察記錄。這隻鳥被送往一個康復中心，隨後死亡；現在它被存放在愛爾蘭自然歷史博物館。

## 捕抓
捕抓各種被稱為"羊鳥"（muttonbird）的做法被稱為羊鳥採收。
這個名稱羊鳥（muttonbird）最早是由諾福克島的早期定居者使用的，每年他們都會捕抓成年棕頭圓尾鸌（Pterodroma solandri）用作食物。這些海燕類似於短尾水薙鳥，但體型更大。一位皇家海軍陸戰隊的軍官稱它們為"會飛的羊"。
塔斯馬尼亞原住民世代以來一直有採收鸌及其蛋的傳統，許多家庭至今仍在延續這一文化習俗。短尾水薙鳥是少數幾種被商業採收的澳洲本土鳥類之一。在羊鳥採收季節，雛鳥被捕抓以取得羽毛、肉和油。這個行業是由早期歐洲捕獵者及其塔斯馬尼亞原住民家庭建立的。短尾水薙鳥的娛樂性狩獵限於每年宣佈的開放季節，必須獲得狩獵許可證。